# (10099) Glazebrook
Pour les articles homonymes, voir Glazebrook.
(10099) Glazebrook est un astéroïde de la ceinture principale.

## Description
(10099) Glazebrook est un astéroïde de la ceinture principale. Il fut découvert le 4 novembre 1991 à Kitt Peak par le projet Spacewatch. Il présente une orbite caractérisée par un demi-grand axe de 3,26 UA, une excentricité de 0,12 et une inclinaison de 2,9° par rapport à l'écliptique.

## Compléments